# 氏兼裕之
氏兼裕之（うじかね ひろゆき、1956年9月10日 - ）、は日本の財務官僚。

## 来歴
愛媛県伊予市出身。香川県立高松高等学校から東京大学文科一類に入学。東京大学法学部第1類（私法コース）卒業。1979年 大蔵省に入省（理財局国有財産総括課）。広島国税局長や名古屋国税局長などを経て、2012年7月17日より独立行政法人国立印刷局理事長心得。2013年8月1日に理事長となった。2017年4月1日に退官。2020年1月7日よりカジノ管理委員会委員。

## 職歴
- 1979年4月：大蔵省に入省（理財局国有財産総括課）
- 1980年4月：理財局付（留学）
- 1982年4月：主計局調査課調査第一係長[5]
- 1984年7月：防府税務署長
- 1985年7月：大臣官房付（外務研修）
- 1986年5月：外務省在タイ大使館二等書記官
- 1989年4月：外務省在タイ大使館一等書記官
- 1989年7月：理財局国庫課長補佐
- 1990年7月：東京国税局直税部次長
- 1991年7月：東京国税局課税第二部次長
- 1992年7月：銀行局調査課長補佐
- 1994年7月：名古屋国税局課税第一部長
- 1996年7月：大臣官房企画官兼証券取引等監視委員会事務局総務検査課総括調整官
- 1998年6月：通商産業省機械情報産業局情報処理システム開発課長
- 1998年12月：通商産業省機械情報産業局情報システム開発課長兼内閣官房内閣内政審議室内閣審議官
- 2000年7月：関東財務局理財部長
- 2003年7月：国際協力銀行開発金融研究所（在ブリュッセル）
- 2006年7月：財務省大臣官房地方課長
- 2007年7月：厚生労働省労働基準局勤労者生活部長
- 2009年7月：広島国税局長
- 2010年7月：名古屋国税局長
- 2012年7月13日：大臣官房付
- 2012年7月17日：独立行政法人国立印刷局長心得
- 2013年8月1日：独立行政法人国立印刷局長
- 2017年4月1日：退官
- 2020年1月7日：カジノ管理委員会委員